# 坚皮单鳍电鳐
坚皮单鳍电鳐（学名：Crassinarke dormitor），又名睡電鱝、電魴、雷魚，为軟骨魚綱单鳍电鳐科坚皮单鳍电鳐属的鱼类。分布于日本南部以及南海、东海等海域，深度約80公尺。该物种的模式产地在日本。